# Corynosoma alaskensis
Corynosoma alaskensis is een soort in de taxonomische indeling van de Acanthocephala (haakwormen). De worm wordt meestal 1 tot 2 cm lang. Ze komen algemeen voor in het maag-darmstelsel van ongewervelden, vissen, amfibieën, vogels en zoogdieren.
De haakworm komt uit het geslacht Corynosoma en behoort tot de familie Polymorphidae. Corynosoma alaskensis werd in 1959 beschreven door Golvan.